# Dożynki

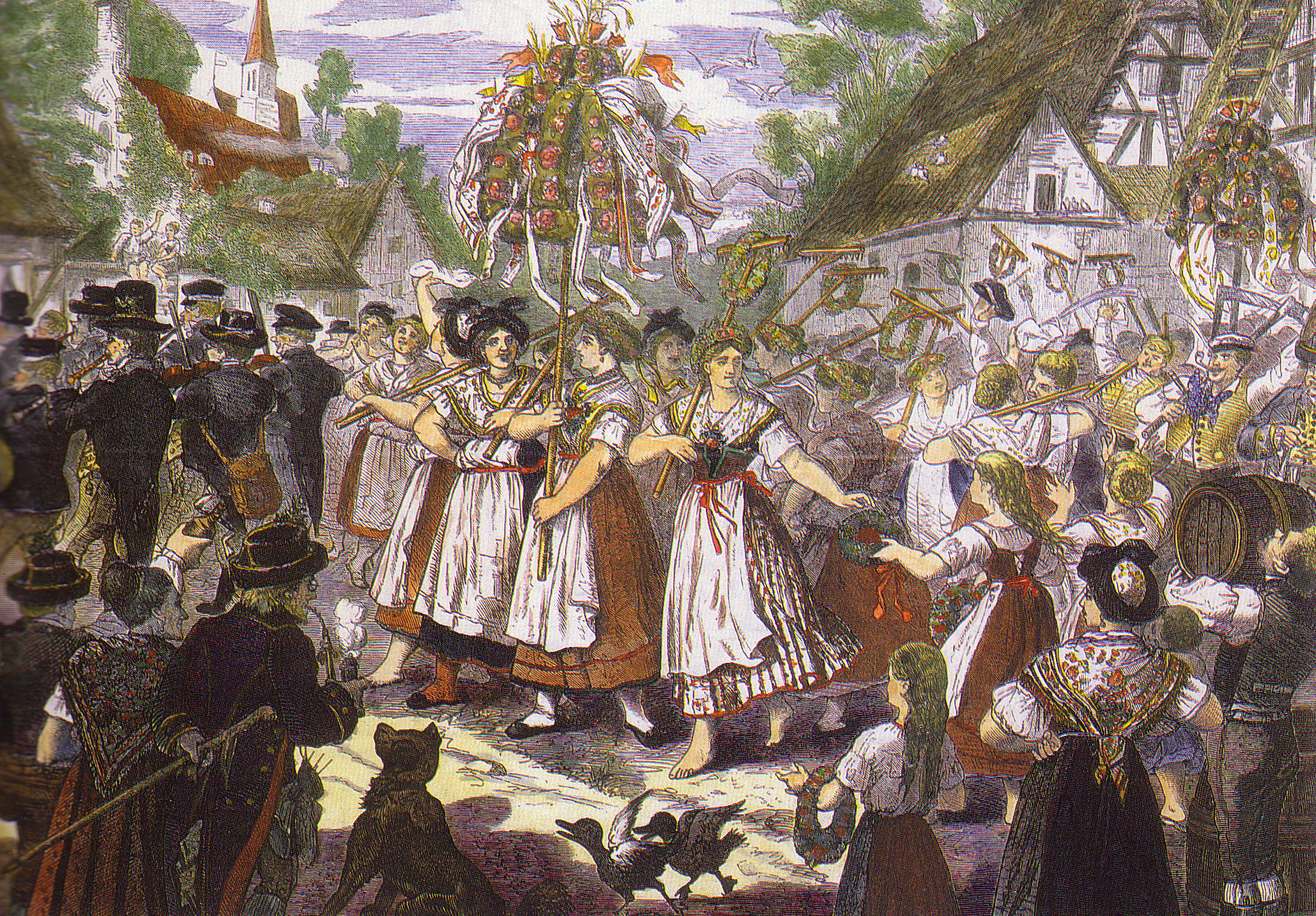
Dożynki în Cehia. Secolul al XIX-lea

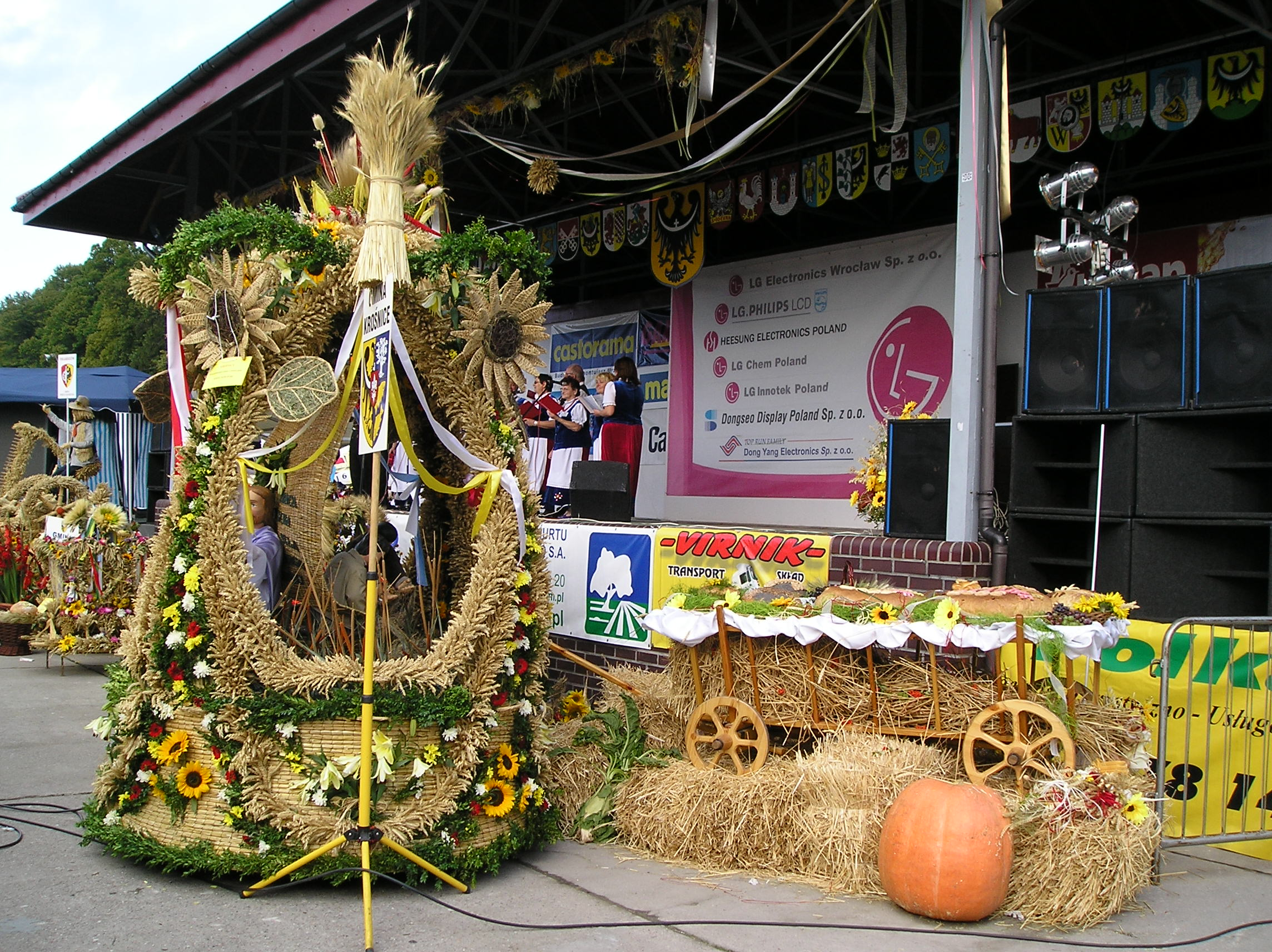
Dożynki în Kobierzyce, 2006

Dożynki (Secerișul) este un obicei etnic slavon. Dożynki a fost mai întâi caracteristic tradițiilor slavone din est și vest, obicieiul fiind adoptat mai târziu și de slavii din sud, și se serbează în perioada recoltării cerealelor, la seceriș și treierat.

## În Polonia
Zilele de sâmbătă și miercuri se considerau cele mai bune zile pentru începerea secerișului. Când secerătorii ieșeau pentru prima dată la câmp, luau o bucată de pâine și plante sfințite la biserică. Oamenii  credeau că dacă seceratul va fi început de un om cu mână ușoară, sănătos și voinic, tuturor le va fi mai bine. Primele două spice secerate erau puse cruciș, și sub ele se punea o bucată de pâine. Când plecau acasă, țăranii luau această pâine, precum și un mic snop de spice. Cu primele spice unii se legau în jurul mijlocului, sperând că vor fi feriți de dureri de spate. Dacă, în timpul secerișului, cineva găsea spice duble, era un semn de noroc și fericire.
La începerea secerișului se desfășura și ceremonialul de inițiere a tinerilor care participau pentru prima dată la această activitate. Tânărul secerător, trebuia să se manifeste lucrând bine. El trebuia să fie primul dintre cosași, care încercau, prin toate mijloacele, să-i împiedice munca; ca să fie lăsat în pace, trebuia să se răscumpere cu rachiu. La sfărșitul zilei i se punea pe cap o coroană din spice, iar pentru greșelile din timpul zilei era pedepsit cu lovituri de bici. După aceea tânărul era dus la cârciumă de către staroste sau judecător. La cărciumă tănărul era așezat pentru ca tovarășii lui să-l pedepsească din nou. Putea fi răscumpărat de o fată care arunca asupra lui o batistă, după care îi trata pe toți cu rachiu. Uneori cosașii îi dădeau băiatului o cămașă nouă, subliniind în felul acesta că face parte din frăția lor.

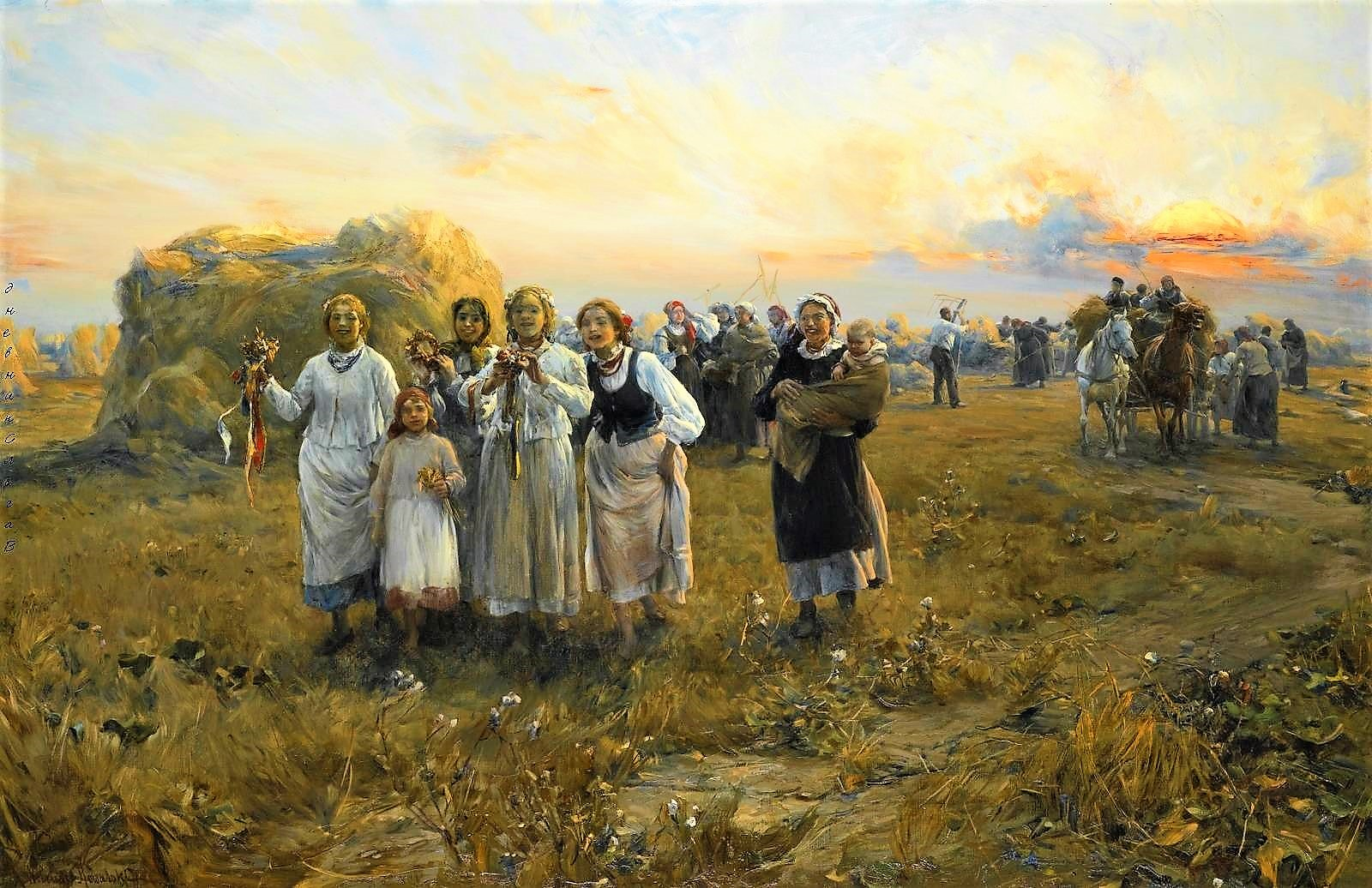
Alfred Kowalski-Wierusz, Dożynki, 1910

Un alt ceremonial al secerișului era făcut la încheierea lui. Ritualul cuprindea mai multe episoade: 
- ritualul înfăptuit pe câmp, cănd se culegeau ultimele spice;
- alaiul ce ducea ultimele spice;
- înmânarea ultimelor spice gospodarilor;
- masa oferită secerătorilor și dansul.

Cănd se secerau ultimele spice, care nu erau dorite de nimeni, se făceau tot felul de glume pe seama celui care a fost păcălit să le secere. La încheierea secerișului se împletea, adesea o prepeliță sau o potârniche din spice de grâu. 
O parte a spicelor de pe „prepeliță” erau folosite pentru cunună și o altă parte pentru împletirea cununii.
Secerătorii mergeau la nobil sau în sat, în frunte fiind cea mai bună secerătoare, purtănd cununa pe cap sau în mănă. Ajunși acasă se cântau cântece în care era preamărit gospodarul și familia lui. Secerătorii erau răsplătiți pentru cunună și cântece și ospătați.